# Keita Nakamura
Keita Nakamura (中村 慶太 Nakamura Keita?, Ōamishirasato, Chiba, 30 de junio de 1993) es un futbolista japonés que juega como centrocampista en el V-Varen Nagasaki de la J2 League.

## Trayectoria

### Clubes
| Club             | País  | Año           |
| ---------------- | ----- | ------------- |
| V-Varen Nagasaki | Japón | 2016-2018     |
| Shimizu S-Pulse  | Japón | 2019-2021     |
| Kashiwa Reysol   | Japón | 2022-2023     |
| V-Varen Nagasaki | Japón | 2023-presente |